# The Bank Job
The Bank Job är en brittisk historisk kriminaldramafilm från 2008 skriven av Dick Clement och Ian La Frenais, regisserad av Roger Donaldson, och med Jason Statham i huvudrollen. Historien är baserad på ett verkligt bankrån på Baker Street i London september 1971, vilket avslöjade korrupta poliser och sexskandaler som rörde politiker, höga tjänstemän och prinsessan Margaret.
Filmen hade DVD-premiär i Sverige den 19 november 2008, utgiven av Nordisk Film.

## Rollista
| Jason Statham          | – Terry Leather                 |
| Saffron Burrows        | – Martine Love                  |
| Richard Lintern        | – Tim Everett                   |
| Stephen Campbell Moore | – Kevin Swain                   |
| Daniel Mays            | – Dave Shilling                 |
| Peter Bowles           | – MI5-chef Miles Urquart        |
| Keeley Hawes           | – Wendy Leather                 |
| Colin Salmon           | – Hakim Jamal                   |
| Peter de Jersey        | – Michael Abdul Malik/Michael X |
| James Faulkner         | – Guy "Majoren" Singer          |
| Sharon Maughan         | – Sonia Bern                    |
| Don Gallagher          | – kriminalinspektör Gerald Pyke |
| Gerard Horan           | – kriminalkommissarie Roy Given |
| Craig Fairbrass        | – kriminalinspektör Nick Barton |
| Alistair Petrie        | – Philip Lisle                  |
| David Suchet           | – Lew Vogel                     |
| Alki David             | – Bambas                        |
| Michael Jibson         | – Eddie Burton                  |
| Georgia Taylor         | – Ingrid Burton                 |
| Taelor Samways         | – Catherine Leather             |
| Kasey Baterip          | – Julie Leather                 |
| Hattie Morahan         | – Gale Benson                   |
| Johan Myers            | – Stanley "Kniven" Abbot        |
| Jamie Kenna            | – Perky                         |
| Les Kenny-Green        | – Pinky                         |
| Julian Lewis Jones     | – agent Snow                    |
| Andrew Brooke          | – agent Quinn                   |
| Rupert Vansittart      | – sir Leonard Plugge            |
| Rupert Frazer          | – lord Drysdale                 |
| Christopher Owen       | – lord Louis Mountbatten        |